# The GTO's
The GTO's, acronimo di Girls Together Outrageously, furono un gruppo musicale femminile dell'area di Los Angeles attivo per circa due anni fra il 1968 e il 1970 e con una sola "reunion" nel 1974, considerate: "la prima girl-band a dimostrare un carisma e uno spessore che avrebbero poi fatto da apripista ad altri gruppi al femminile".
Il loro unico album Permanent Damage, pubblicato nel 1969, fu prodotto da Frank Zappa, vide la partecipazione, fra gli altri, di Davy Jones, Lowell George, Don Preston che "resta un intrippante e affascinante documento della scena del Sunset Strip del tempo".

## Storia
Pamela Miller e Linda Parker si incontrarono nel 1966 quando frequentavano la Cleveland High School a Los Angeles.
Christine Frka si spostò da San Pedro a Los Angeles con Sandra Rowe ed entrambe vissero nell'appartamento di Zappa di Hollywood Hills; nel 1968 Christine fu la tata fissa di Moon Unit - prima figlia di Zappa - fino a quando, nell'anno successivo, Pamela ne prese il posto.
Judith Peters era emigrata da Haight Ashbury a Los Angeles "a causa della noia", sostenendo che "non avrebbe potuto essere un hippy per sempre".
Cynthia Wells fu introdotta nel gruppo da Judith dopo che il nucleo del gruppo era già stato formato. Questo spiega la presenza di Miss Cynderella in alcune, ma non in tutte le foto pubblicitarie delle GTOs. Anche Lucy Offerall che non era nella formazione originale fu inserita nell'organico dopo la registrazione di Permanent Damage.
Le componenti del gruppo erano collegate dalla loro collaborazione con Zappa che ne incoraggiava gli sforzi artistici nonostante le loro limitate abilità vocali. Il gruppo si è esibito dal vivo solo quattro o cinque volte fornendo comunque un'ottima prestazione nel dicembre del 1968 in occasione dell'inaugurazione dello Shrine Auditorium per The Mothers of Invention, Alice Cooper e Wild Man Fischer.
Un mix di teatralità, canto, danza, costumi stravaganti e testi fuori dall'usuale sono stati alla base del loro modo di presentarsi al pubblico.
Il loro unico album, Permanent Damage (pubblicato dalla Straight Records) è stato prodotto nel 1969 da Frank Zappa con l'assistenza di Lowell George e Russ Titelman. Nella traccia n° 11 (I Have a Paintbrush in My Hand...) è presente anche il cognato di Titelman, il chitarrista Ry Cooder, ed entrambi compaiono nell'album Safe as Milk di Captain Beefheart.
"The Captain's Fat Theresa Shoes" è un commento delle GTOs riguardo al gusto di Beefheart nella scelte delle calzature.
Le canzoni sono mescolate con le conversazioni tra i membri del gruppo, gli amici ed altri, tra cui Cynthia Plaster Caster e Rodney Bingenheimer. Nell'album sono inseriti contributi di Lowell George, Jeff Beck e Davy Jones. Il giovane Rod Stewart è presente su "The Ghost Chained..."
Permanent Damage è stato ristampato su CD nel 1989 dalla Enigma Retro.

### Il nome del gruppo
Inizialmente il gruppo si diede il nome di "The Cherry Sisters" sostituito presto con "The Laurel Canyon Ballet Company". Successivamente Frank Zappa cambiò il loro nome in "The GTOs" descrivendo tale acronimo (come riportato da Stanley Booth) come "Girls Together Outrageously", "Orally" o qualsiasi cosa che iniziasse con "O".
Sulla copertina interna del loro album, l'acronimo è anche definito "Girls Together Occasionally", "Girls Together Often" e "Girls Together Only".
Miss Lucy affermò in un'intervista che quest'ultimo nome fosse quello che meglio le rappresentava anche se per molti il nome riportato come sottotitolo dell'album "Girls Together Outrageously" fu accolto come vero nome del gruppo. Il nome non ha comunque alcun rapporto con la Pontiac GTO, auto popolare negli Stati Uniti in quel periodo.

### Dopo lo scioglimento
Miss Pamela (Pamela Ann Miller poi Pamela Des Barres), fu la componente del gruppo che, rispetto a tutte le altre, ebbe considerevole successo commerciale dopo lo scioglimento del gruppo.
Miss Mercy (Mercy Fontenot nata Judith Edra Peters) dopo lo scioglimento del gruppo (1971) sposò il chitarrista Shuggie Otis col quale ebbe un figlio, Lucky (Lucky Otis) che, dopo il divorzio dei genitori, fu affidato ai nonni, i musicisti R&B Johnny Otis e sua moglie Phyllis. 
Miss Cynderella (Cynthia Sue Wells poi Cynthia Cale-Binion) sposò John Cale dei The Velvet Underground nel 1971, la coppia divorziò nel 1975.
Miss Christine (Christine Ann Frka) fu la prima babysitter di Moon Zappa, prima figlia di Frank Zappa.
È ritratta nella foto di copertina dell'album Hot Rats pubblicato da Zappa nel 1969 mentre emerge dalla piscina vuota di una villa appartenuta a Errol Flynn e dimora di Zappa all'epoca della registrazione dell'album. 
Ha frequentato Alice Cooper del quale avrebbe creato l'immagine di scena; Todd Rundgren e Russel Mael
Christine morì nel 1972 per una overdose da barbiturici.
Miss Lucy (Luz Selenia Offerrall) portoricana, all'arrivo a Los Angeles incontrò le due future colleghe Miss Pamela e Miss Sparky; con le GTOs registrò l'album Permanent Damage ma abbandonò il gruppo ritenendolo ormai troppo "commerciale". Successivamente sposò il bassista Gordon McLaren. Come attrice appare in 200 Motels, Video from Hell e Uncle Meat di Frank Zappa. Morì nel 1991 per complicazioni legate all'AIDS.
Miss Sandra (Sandra Lynn Rowe poi Sandra Leano, Sandra Lynn Harris) restò nel gruppo per breve tempo fino alla gravidanza del figlio avuto con Cal Schenkel. Nelle foto promozionali delle GTOs appare in gravidanza avanzata con una stella dipinta sulla pancia.
Miss Sparky (Linda Sue Parker) nota per aver guidato una Hudson Hornet alla fine degli anni '60 in Sunset Strip. È accreditata per aver cantato su "Disco Boy" di Zappa con lo pseudonimo di Sharkie Barke. Fu successivamwente impiegata alla Walt Disney.

## Discografia

### Album
- 1969 - Permanent Damage

### Singoli
- 1969 - Circular Circulation